# موتور گردش کار
موتور گردش کار (به انگلیسی: Workflow Engine) یک نرم‌افزار کاربردی کامپیوتر است که مراحل تجاری را مدیریت می‌کند. این یک جز کلیدی اصلی در فناوری گردش کار است و به‌طور معمول از یک سرور پایگاه داده استفاده می‌کند.
یک موتور گردش کار، وضعیت فعالیت‌های موجود در یک گردش کار را کنترل می‌کند مانند پردازش و موافقت فرم درخواست وام و مشخص می‌کند که کدام فعالیت جدید با توجه به فرایندهای تعریف شده (گردش کار) به حالتی دیگر تغییر کند. این اقدامات ممکن است شامل همه چیز از ذخیره فرم درخواست در سیستم مدیریت اسناد گرفته تا ارسال ایمیل یادآوری به کاربران یا افزایش موارد عقب افتاده به مدیران باشد. موتور گردش کار جریان اطلاعات، وظایف و رویدادها را آسان می‌کند. همچنین می‌توان از موتورهای گردش کار به عنوان موتورهای هماهنگ گردش کار یاد کرد.
موتورهای گردش کار به‌طور عمده سه عملکرد دارند:
اعتبارسنجی وضعیت فعلی فرآیند: بررسی اینکه آیا اجرای یک کار بر وضعیت فعلی فرآیند معتبر هست یا خیر. 

بررسی دسترسی کاربران: بررسی اینکه آیا کاربر فعلی دسترسی برای اجرای کار روی فرآیند دارد یا خیر.

اجرا و پیش‌روی روند: پس از اینکه دو گام قبل با موفقیت روبرو شدند، موتور گردش کار یک کار را اجرا میکند و اگر به درستی انجام شود، موفقیت را بر‌میگرداند و در غیر اینصورت پیغام خطا می‌دهد و عقب گرد میکند و تغییرات بدون تاثیر خواهند بود